# Elecciones provinciales de Santa Fe de 1924
Las elecciones generales de la provincia de Santa Fe de 1924 tuvieron lugar el domingo 3 de febrero del mencionado año con el objetivo de elegir a los 60 miembros del Colegio Electoral Provincial, que a su vez se encargarían de elegir al Gobernador y al Vicegobernador para el período 1924-1928. También se renovaron la mitad de la Cámara de Diputados y parte del Senado Provincial.
El radicalismo se presentó dividido en varias candidaturas: el oficialista yrigoyenista encabezado por el exgobernador Manuel Menchaca y la Unión Cívica Radical Unificada encabezada por Ricardo Aldao. El Partido Demócrata Progresista (PDP) presentó a Luciano Molinas.
La Unión Cívica Radical Unificada obtuvo 41 electores, 14 diputados y 7 senadores, ganando en todos los departamentos excepto en Caseros, Rosario y La Capital. El Partido Demócrata Progresista obtuvo 15 electores y 7 diputados, ganando en los departamentos de Caseros y Rosario. La Unión Cívica Radical obtuvo 4 electores, 1 diputado y 1 senador en el departamento La Capital.
El 27 de febrero de 1924 el Colegio Electoral eligió a Ricardo Aldao y Juan Cepeda con 41 votos, asumiendo los dos el 9 de mayo de 1924.

## Reglas electorales
- Gobernador y vicegobernador electos por un Colegio Electoral. Los electores son electos por voto en bloque donde cada votante puede tachar el candidato por el que no quiere votar. Los candidatos más votados son electos.
- 22 diputados de la Cámara de Diputados Provincial. Los diputados son electos por voto en bloque donde cada votante tachar el candidato por el que no quiere votar. Los candidatos más votados son electos.
- 8 de los 19 senadores de la Cámara de Senadores Provincial. Electo un senador por cada uno de los 8 departamentos en los que se divide la provincia, usando mayoría simple.

## Cargos a elegir
| Departamento     | A elegir  | A elegir  | A elegir  |
| Departamento     | Electores | Diputados | Senadores |
| ---------------- | --------- | --------- | --------- |
| Belgrano         | 2         | —         | 1         |
| Caseros          | 3         | 2         | —         |
| Castellanos      | 4         | 2         | 1         |
| Constitución     | 3         | 2         | —         |
| Garay            | 2         | 1         | 1         |
| General López    | 3         | 1         | 1         |
| General Obligado | 2         | 1         | 1         |
| Iriondo          | 3         | 1         | —         |
| La Capital       | 4         | 1         | 1         |
| Las Colonias     | 4         | —         | —         |
| Nueve de Julio   | 2         | 1         | —         |
| Rosario          | 11        | 5         | —         |
| San Cristóbal    | 2         | 1         | —         |
| San Javier       | 2         | 1         | 1         |
| San Jerónimo     | 3         | 1         | —         |
| San Justo        | 2         | —         | —         |
| San Lorenzo      | 3         | —         | —         |
| San Martín       | 3         | 1         | —         |
| Vera             | 2         | 1         | 1         |
| Total            | 60        | 22        | 8         |

## Tabla de resultados
| Belgrano         | 2  | 0  | 0 |    |   |   | 1 | 0 | 0 |
| Caseros          | 0  | 3  | 0 | 0  | 2 | 0 |   |   |   |
| Castellanos      | 4  | 0  | 0 | 2  | 0 | 0 | 1 | 0 | 0 |
| Constitución     | 3  | 0  | — | 2  | 0 | — |   |   |   |
| Garay            | 2  | 0  | 0 | 1  | 0 | 0 | 1 | 0 | 0 |
| General López    | 3  | 0  | — | 1  | 0 | — | 1 | 0 | — |
| General Obligado | 2  | —  | 0 | 1  | — | 0 | 1 | — | 0 |
| Iriondo          | 3  | 0  | 0 | 1  | 0 | 0 |   |   |   |
| La Capital       | 0  | —  | 4 | 0  | — | 1 | 0 | — | 1 |
| Las Colonias     | 3  | 1  | — |    |   |   |   |   |   |
| Nueve de Julio   | 2  | —  | 0 | 1  | — | 0 |   |   |   |
| Rosario          | 0  | 11 | 0 | 0  | 5 | 0 |   |   |   |
| San Cristóbal    | 2  | —  | 0 | 1  | — | 0 |   |   |   |
| San Javier       | 2  | —  | 0 | 1  | — | 0 | 1 | — | 0 |
| San Jerónimo     | 3  | 0  | 0 | 1  | 0 | 0 |   |   |   |
| San Justo        | 2  | —  | 0 |    |   |   |   |   |   |
| San Lorenzo      | 3  | 0  | 0 |    |   |   |   |   |   |
| San Martín       | 3  | 0  | 0 | 1  | 0 | 0 |   |   |   |
| Vera             | 2  | —  | 0 | 1  | — | 0 | 1 | — | 0 |
| Total            | 41 | 15 | 4 | 14 | 7 | 1 | 7 | 0 | 1 |

## Resultados

### Gobernador y vicegobernador
|  | 48.10 % |

|  | 30.88 % |

|  | 20.14 % |

|  | 0.68 % |

|  | 0.13 % |

|  | 0.06 % |

|  | 97.83 % |

|  | 2.17 % |

|  | 100.00 % |

#### Resultados por departamentos
| Belgrano 2 electores                     | Belgrano 2 electores                     | Belgrano 2 electores                     | Belgrano 2 electores | Belgrano 2 electores |
| Candidato                                | Partido                                  | Partido                                  | Votos                | %                    |
| ---------------------------------------- | ---------------------------------------- | ---------------------------------------- | -------------------- | -------------------- |
| Augusto Gerardo                          |                                          | Unión Cívica Radical Unificada           | 1.381                | 23,68                |
| Sebastián Cufia                          |                                          | Unión Cívica Radical Unificada           | 1.374                | 23,56                |
| Rodolfo Parodi                           |                                          | Partido Demócrata Progresista            | 1.300                | 22,29                |
| Francisco Re                             |                                          | Partido Demócrata Progresista            | 1.299                | 22,28                |
| Juan Brebbia                             |                                          | Unión Cívica Radical                     | 244                  | 4,18                 |
| Félix Álvarez                            |                                          | Unión Cívica Radical                     | 233                  | 4,00                 |
| Votos positivos                          | Votos positivos                          | Votos positivos                          | 5.831                | 98,85                |
| Votos en blanco                          | Votos en blanco                          | Votos en blanco                          | 68                   | 1,15                 |
| Total de votos                           | Total de votos                           | Total de votos                           | 5.899                | 100                  |
| Caseros 3 electores                      |                                          |                                          |                      |                      |
| Candidato                                | Partido                                  | Partido                                  | Votos                | %                    |
| Juan Carlos Couriña                      |                                          | Partido Demócrata Progresista            | 2.551                | 17,97                |
| José T. Brebia                           |                                          | Partido Demócrata Progresista            | 2.550                | 17,97                |
| José Morello                             |                                          | Partido Demócrata Progresista            | 2.549                | 17,96                |
| Carlos D. Obligado                       |                                          | Unión Cívica Radical Unificada           | 1.989                | 14,01                |
| José Tagliabue                           |                                          | Unión Cívica Radical Unificada           | 1.966                | 13,85                |
| Miguel Castellanos                       |                                          | Unión Cívica Radical Unificada           | 1.289                | 9,08                 |
| Gil Ferreyra Sosa                        |                                          | Unión Cívica Radical                     | 428                  | 3,02                 |
| Antolía Lunas                            |                                          | Unión Cívica Radical                     | 428                  | 3,02                 |
| José Marehesi                            |                                          | Unión Cívica Radical                     | 428                  | 3,02                 |
| Votos varios (candidatos independientes) | Votos varios (candidatos independientes) | Votos varios (candidatos independientes) | 15                   | 0,11                 |
| Votos positivos                          | Votos positivos                          | Votos positivos                          | 14.193               | 99,70                |
| Votos en blanco                          | Votos en blanco                          | Votos en blanco                          | 43                   | 0,30                 |
| Total de votos                           | Total de votos                           | Total de votos                           | 14.236               | 100                  |
| Castellanos 4 electores                  |                                          |                                          |                      |                      |
| Candidato                                | Partido                                  | Partido                                  | Votos                | %                    |
| Pedro Cardettio                          |                                          | Unión Cívica Radical Unificada           | 3.770                | 12,98                |
| José Bedini                              |                                          | Unión Cívica Radical Unificada           | 3.174                | 10,93                |
| Pablo Contesse                           |                                          | Unión Cívica Radical Unificada           | 3.174                | 10,93                |
| Francisco Pizzi                          |                                          | Unión Cívica Radical Unificada           | 3.172                | 10,92                |
| Gabriel Massi                            |                                          | Partido Demócrata Progresista            | 2.638                | 9,08                 |
| José Almeida                             |                                          | Partido Demócrata Progresista            | 2.637                | 9,08                 |
| Juan Zurtriehenn                         |                                          | Partido Demócrata Progresista            | 2.636                | 9,07                 |
| Bartolo Costamagua                       |                                          | Partido Demócrata Progresista            | 2.507                | 8,63                 |
| Juan Fertonani                           |                                          | Unión Cívica Radical                     | 1.359                | 4,68                 |
| José A. Lagger                           |                                          | Unión Cívica Radical                     | 1.342                | 4,62                 |
| Carmelo Barreiro                         |                                          | Unión Cívica Radical                     | 1.341                | 4,62                 |
| Francisco Sechini                        |                                          | Unión Cívica Radical                     | 1.302                | 4,48                 |
| Votos positivos                          | Votos positivos                          | Votos positivos                          | 29.052               | 99,75                |
| Votos en blanco                          | Votos en blanco                          | Votos en blanco                          | 72                   | 0,25                 |
| Total de votos                           | Total de votos                           | Total de votos                           | 29.124               | 100                  |
| Constitución 3 electores                 |                                          |                                          |                      |                      |
| Candidato                                | Partido                                  | Partido                                  | Votos                | %                    |
| Rafael Oncunegui                         |                                          | Unión Cívica Radical Unificada           | 3.205                | 26,94                |
| José Mujado                              |                                          | Unión Cívica Radical Unificada           | 3.205                | 26,94                |
| Juan Rodeiro                             |                                          | Unión Cívica Radical Unificada           | 3.204                | 26,93                |
| S. Carreras                              |                                          | Partido Demócrata Progresista            | 716                  | 6,02                 |
| Vicente Ferrero                          |                                          | Partido Demócrata Progresista            | 716                  | 6,02                 |
| Lucas Sánchez                            |                                          | Partido Demócrata Progresista            | 716                  | 6,02                 |
| Ramón Lazcano                            |                                          | Candidato independiente                  | 104                  | 0,87                 |
| V. Centurión                             |                                          | Candidato independiente                  | 15                   | 0,13                 |
| A. Peron                                 |                                          | Candidato independiente                  | 15                   | 0,13                 |
| Votos positivos                          | Votos positivos                          | Votos positivos                          | 11.896               | 100                  |
| Votos en blanco                          | Votos en blanco                          | Votos en blanco                          | 0                    | 0,00                 |
| Total de votos                           | Total de votos                           | Total de votos                           | 11.896               | 100                  |
| Garay 2 electores                        |                                          |                                          |                      |                      |
| Candidato                                | Partido                                  | Partido                                  | Votos                | %                    |
| Bernardo Costa                           |                                          | Unión Cívica Radical Unificada           | 979                  | 32,91                |
| Francisco Sancho Llobet                  |                                          | Unión Cívica Radical Unificada           | 978                  | 32,87                |
| Félix Duarte                             |                                          | Unión Cívica Radical                     | 380                  | 12,77                |
| Federico Sfeller                         |                                          | Unión Cívica Radical                     | 369                  | 12,40                |
| Esteban Schneider                        |                                          | Partido Demócrata Progresista            | 135                  | 4,54                 |
| Carmelo Bertoli                          |                                          | Partido Demócrata Progresista            | 134                  | 4,50                 |
| Votos positivos                          | Votos positivos                          | Votos positivos                          | 2.975                | 98,74                |
| Votos en blanco                          | Votos en blanco                          | Votos en blanco                          | 38                   | 1,26                 |
| Total de votos                           | Total de votos                           | Total de votos                           | 3.013                | 100                  |
| General López 3 electores                |                                          |                                          |                      |                      |
| Candidato                                | Partido                                  | Partido                                  | Votos                | %                    |
| Eugenio Medaux                           |                                          | Unión Cívica Radical Unificada           | 4.323                | 22,87                |
| Germán Sarbach                           |                                          | Unión Cívica Radical Unificada           | 4.323                | 22,87                |
| José Belli                               |                                          | Unión Cívica Radical Unificada           | 4.269                | 22,59                |
| Carlos Juárez Celman                     |                                          | Partido Demócrata Progresista            | 1.994                | 10,55                |
| Pedro J. Torres                          |                                          | Partido Demócrata Progresista            | 1.993                | 10,54                |
| Atilio Almada                            |                                          | Partido Demócrata Progresista            | 1.992                | 10,54                |
| Votos varios (candidatos independientes) | Votos varios (candidatos independientes) | Votos varios (candidatos independientes) | 7                    | 0,04                 |
| Votos positivos                          | Votos positivos                          | Votos positivos                          | 18.901               | 98,57                |
| Votos en blanco                          | Votos en blanco                          | Votos en blanco                          | 274                  | 1,45                 |
| Total de votos                           | Total de votos                           | Total de votos                           | 19.175               | 100                  |
| General Obligado 2 electores             |                                          |                                          |                      |                      |
| Candidato                                | Partido                                  | Partido                                  | Votos                | %                    |
| Juan José Gil                            |                                          | Unión Cívica Radical Unificada           | 2.794                | 27,45                |
| Luis M. Urdániz                          |                                          | Unión Cívica Radical Unificada           | 2.793                | 27,44                |
| Juan Vrillaud                            |                                          | Unión Cívica Radical                     | 2.294                | 22,54                |
| Juan Fiant                               |                                          | Unión Cívica Radical                     | 2.293                | 22,53                |
| Votos varios (candidatos independientes) | Votos varios (candidatos independientes) | Votos varios (candidatos independientes) | 3                    | 0,03                 |
| Votos positivos                          | Votos positivos                          | Votos positivos                          | 10.177               | 99,10                |
| Votos en blanco                          | Votos en blanco                          | Votos en blanco                          | 92                   | 0,90                 |
| Total de votos                           | Total de votos                           | Total de votos                           | 10.269               | 100                  |
| Iriondo 3 electores                      |                                          |                                          |                      |                      |
| Candidato                                | Partido                                  | Partido                                  | Votos                | %                    |
| Miguel Magnado                           |                                          | Unión Cívica Radical Unificada           | 2.190                | 16,13                |
| Justo Peralta                            |                                          | Unión Cívica Radical Unificada           | 2.189                | 16,12                |
| Pedro Ellena                             |                                          | Unión Cívica Radical Unificada           | 2.180                | 16,05                |
| José Medina                              |                                          | Partido Demócrata Progresista            | 2.135                | 15,72                |
| Agustín Pené                             |                                          | Partido Demócrata Progresista            | 2.135                | 15,72                |
| Manrique Mom                             |                                          | Partido Demócrata Progresista            | 2.134                | 15,71                |
| Oscar Rivero                             |                                          | Unión Cívica Radical                     | 204                  | 1,50                 |
| Ricardo Molina                           |                                          | Unión Cívica Radical                     | 204                  | 1,50                 |
| Antonio Dedovico                         |                                          | Unión Cívica Radical                     | 204                  | 1,50                 |
| Votos varios (candidatos independientes) | Votos varios (candidatos independientes) | Votos varios (candidatos independientes) | 5                    | 0,04                 |
| Votos positivos                          | Votos positivos                          | Votos positivos                          | 13.580               | 99,14                |
| Votos en blanco                          | Votos en blanco                          | Votos en blanco                          | 118                  | 0,87                 |
| Total de votos                           | Total de votos                           | Total de votos                           | 13.698               | 100                  |
| La Capital 4 electores                   |                                          |                                          |                      |                      |
| Candidato                                | Partido                                  | Partido                                  | Votos                | %                    |
| C. Orlando Lavagnino                     |                                          | Unión Cívica Radical                     | 6.982                | 12,53                |
| Miguel A. Cello                          |                                          | Unión Cívica Radical                     | 6.982                | 12,53                |
| Carlos Caspani                           |                                          | Unión Cívica Radical                     | 6.976                | 12,52                |
| Manuel Francioni                         |                                          | Unión Cívica Radical                     | 6.976                | 12,52                |
| J. Garro                                 |                                          | Unión Cívica Radical Unificada           | 6.943                | 12,46                |
| L. Filiberti                             |                                          | Unión Cívica Radical Unificada           | 6.932                | 12,44                |
| J. Gervassoni                            |                                          | Unión Cívica Radical Unificada           | 6.928                | 12,43                |
| U. Cullen                                |                                          | Unión Cívica Radical Unificada           | 6.927                | 12,43                |
| Votos varios (candidatos independientes) | Votos varios (candidatos independientes) | Votos varios (candidatos independientes) | 88                   | 0,16                 |
| Votos positivos                          | Votos positivos                          | Votos positivos                          | 55.734               | 100                  |
| Votos en blanco                          | Votos en blanco                          | Votos en blanco                          | 0                    | 0,00                 |
| Total de votos                           | Total de votos                           | Total de votos                           | 55.734               | 100                  |
| Las Colonias 4 electores                 |                                          |                                          |                      |                      |
| Candidato                                | Partido                                  | Partido                                  | Votos                | %                    |
| José F. Senn                             |                                          | Unión Cívica Radical Unificada           | 3.553                | 12,58                |
| Miguel Bernardi                          |                                          | Unión Cívica Radical Unificada           | 3.552                | 12,57                |
| Lázaro Grataroli                         |                                          | Unión Cívica Radical Unificada           | 3.550                | 12,57                |
| Emilio Meyer                             |                                          | Partido Demócrata Progresista            | 3.547                | 12,56                |
| Agustín de Iriondo                       |                                          | Partido Demócrata Progresista            | 3.546                | 12,55                |
| Ángel Catol                              |                                          | Partido Demócrata Progresista            | 3.543                | 12,54                |
| Gaspar Debruyne                          |                                          | Partido Demócrata Progresista            | 3.516                | 12,45                |
| Genaro Cerutti                           |                                          | Unión Cívica Radical Unificada           | 3.442                | 12,18                |
| Votos positivos                          | Votos positivos                          | Votos positivos                          | 28.249               | 99,02                |
| Votos en blanco                          | Votos en blanco                          | Votos en blanco                          | 259                  | 0,92                 |
| Total de votos                           | Total de votos                           | Total de votos                           | 28.508               | 100                  |
| Nueve de Julio 2 electores               |                                          |                                          |                      |                      |
| Candidato                                | Partido                                  | Partido                                  | Votos                | %                    |
| Honorio Álvarez                          |                                          | Unión Cívica Radical Unificada           | 586                  | 50,56                |
| Rómulo Donatiello                        |                                          | Unión Cívica Radical Unificada           | 571                  | 49,27                |
| D. Armendárez                            |                                          | Unión Cívica Radical                     | 0                    | 0,00                 |
| H. Martínez                              |                                          | Unión Cívica Radical                     | 0                    | 0,00                 |
| Votos varios (candidatos independientes) | Votos varios (candidatos independientes) | Votos varios (candidatos independientes) | 2                    | 0,17                 |
| Votos positivos                          | Votos positivos                          | Votos positivos                          | 1.159                | 97,81                |
| Votos en blanco                          | Votos en blanco                          | Votos en blanco                          | 26                   | 2,24                 |
| Total de votos                           | Total de votos                           | Total de votos                           | 1.185                | 100                  |
| Rosario 11 electores                     |                                          |                                          |                      |                      |
| Candidato                                | Partido                                  | Partido                                  | Votos                | %                    |
| Germán Pessan                            |                                          | Partido Demócrata Progresista            | 13.655               | 4,15                 |
| Leonidas Loza                            |                                          | Partido Demócrata Progresista            | 13.654               | 4,15                 |
| J. M. Vila Ortiz                         |                                          | Partido Demócrata Progresista            | 13.652               | 4,15                 |
| José S. Carreras                         |                                          | Partido Demócrata Progresista            | 13.652               | 4,15                 |
| Lorenzo Colomar                          |                                          | Partido Demócrata Progresista            | 13.652               | 4,15                 |
| Gervasio Colombres                       |                                          | Partido Demócrata Progresista            | 13.651               | 4,15                 |
| Víctor Semino                            |                                          | Partido Demócrata Progresista            | 13.651               | 4,15                 |
| Alejandro L. Carrasco                    |                                          | Partido Demócrata Progresista            | 13.650               | 4,15                 |
| F. Guerra Albarracín                     |                                          | Partido Demócrata Progresista            | 13.649               | 4,15                 |
| Fernando Schleisinger                    |                                          | Partido Demócrata Progresista            | 13.648               | 4,15                 |
| Agustín Cappa                            |                                          | Partido Demócrata Progresista            | 13.640               | 4,14                 |
| J. A. Gatti                              |                                          | Unión Cívica Radical Unificada           | 9.722                | 2,95                 |
| B. Villarroel                            |                                          | Unión Cívica Radical Unificada           | 9.707                | 2,95                 |
| P. J. Aleácer                            |                                          | Unión Cívica Radical Unificada           | 9.706                | 2,95                 |
| M. Gigena                                |                                          | Unión Cívica Radical Unificada           | 9.706                | 2,95                 |
| L. N. Moria                              |                                          | Unión Cívica Radical Unificada           | 9.706                | 2,95                 |
| T. Arribillaga                           |                                          | Unión Cívica Radical Unificada           | 9.705                | 2,95                 |
| C. Newell                                |                                          | Unión Cívica Radical Unificada           | 9.705                | 2,95                 |
| C. Juanto                                |                                          | Unión Cívica Radical Unificada           | 9.705                | 2,95                 |
| A. Arfini                                |                                          | Unión Cívica Radical Unificada           | 9.705                | 2,95                 |
| M. Caramutti                             |                                          | Unión Cívica Radical Unificada           | 9.705                | 2,95                 |
| P. Martino                               |                                          | Unión Cívica Radical Unificada           | 9.703                | 2,95                 |
| P. Giménez Melo                          |                                          | Unión Cívica Radical                     | 6.404                | 1,95                 |
| Ángel Enghel                             |                                          | Unión Cívica Radical                     | 6.402                | 1,95                 |
| V. R. Pesenti                            |                                          | Unión Cívica Radical                     | 6.401                | 1,94                 |
| G. Troilo                                |                                          | Unión Cívica Radical                     | 6.401                | 1,94                 |
| Alfonso Torriani                         |                                          | Unión Cívica Radical                     | 6.401                | 1,94                 |
| Andrés Rinaldi                           |                                          | Unión Cívica Radical                     | 6.401                | 1,94                 |
| R. Ortiz                                 |                                          | Unión Cívica Radical                     | 6.400                | 1,94                 |
| José Bausá                               |                                          | Unión Cívica Radical                     | 6.400                | 1,94                 |
| Moisés Velazco                           |                                          | Unión Cívica Radical                     | 6.397                | 1,94                 |
| M. Fernández                             |                                          | Unión Cívica Radical                     | 6.396                | 1,94                 |
| José Arraigada                           |                                          | Unión Cívica Radical                     | 6.384                | 1,94                 |
| N. Llanes                                |                                          | Laboristas Ferroviarios                  | 154                  | 0,05                 |
| J. Garutti                               |                                          | Laboristas Ferroviarios                  | 154                  | 0,05                 |
| P. Ortiz                                 |                                          | Laboristas Ferroviarios                  | 154                  | 0,05                 |
| H. M. Soto                               |                                          | Laboristas Ferroviarios                  | 154                  | 0,05                 |
| M. R. Oroño                              |                                          | Laboristas Ferroviarios                  | 154                  | 0,05                 |
| J. C. Sargimet                           |                                          | Laboristas Ferroviarios                  | 154                  | 0,05                 |
| S. E. Álvarez                            |                                          | Laboristas Ferroviarios                  | 154                  | 0,05                 |
| S. Ballesteri                            |                                          | Laboristas Ferroviarios                  | 154                  | 0,05                 |
| E. Davioli                               |                                          | Laboristas Ferroviarios                  | 154                  | 0,05                 |
| L. Mendoza                               |                                          | Laboristas Ferroviarios                  | 154                  | 0,05                 |
| G. Carbajal                              |                                          | Laboristas Ferroviarios                  | 154                  | 0,05                 |
| Votos varios (candidatos independientes) | Votos varios (candidatos independientes) | Votos varios (candidatos independientes) | 100                  | 0,03                 |
| Votos positivos                          | Votos positivos                          | Votos positivos                          | 329.110              | 99,70                |
| Votos en blanco                          | Votos en blanco                          | Votos en blanco                          | 979                  | 0,30                 |
| Total de votos                           | Total de votos                           | Total de votos                           | 330.089              | 100                  |
| San Cristóbal 2 electores                |                                          |                                          |                      |                      |
| Candidato                                | Partido                                  | Partido                                  | Votos                | %                    |
| Andrés Macanni                           |                                          | Unión Cívica Radical Unificada           | 2.288                | 29,75                |
| Luis Lazzari                             |                                          | Unión Cívica Radical Unificada           | 2.287                | 29,73                |
| Fernando Popolizio                       |                                          | Unión Cívica Radical                     | 1.501                | 19,51                |
| Joaquín del Río                          |                                          | Unión Cívica Radical                     | 1.500                | 19,50                |
| Votos varios (candidatos independientes) | Votos varios (candidatos independientes) | Votos varios (candidatos independientes) | 116                  | 1,51                 |
| Votos positivos                          | Votos positivos                          | Votos positivos                          | 7.692                | 98,28                |
| Votos en blanco                          | Votos en blanco                          | Votos en blanco                          | 135                  | 1,76                 |
| Total de votos                           | Total de votos                           | Total de votos                           | 7.827                | 100                  |
| San Javier 2 electores                   |                                          |                                          |                      |                      |
| Candidato                                | Partido                                  | Partido                                  | Votos                | %                    |
| Celso de la Casa                         |                                          | Unión Cívica Radical Unificada           | 1.010                | 26,45                |
| Pablo Castañeira                         |                                          | Unión Cívica Radical Unificada           | 1.004                | 26,29                |
| José M. Cámera                           |                                          | Unión Cívica Radical                     | 903                  | 23,64                |
| Bernabé E. Urtubey                       |                                          | Unión Cívica Radical                     | 902                  | 23,62                |
| Votos positivos                          | Votos positivos                          | Votos positivos                          | 3.819                | 99,27                |
| Votos en blanco                          | Votos en blanco                          | Votos en blanco                          | 28                   | 0,73                 |
| Total de votos                           | Total de votos                           | Total de votos                           | 3.847                | 100                  |
| San Jerónimo 3 electores                 |                                          |                                          |                      |                      |
| Candidato                                | Partido                                  | Partido                                  | Votos                | %                    |
| Pedro P. Giménez                         |                                          | Unión Cívica Radical Unificada           | 3.027                | 16,97                |
| Nicanor Alzugaray                        |                                          | Unión Cívica Radical Unificada           | 2.999                | 16,81                |
| José M. Sotelo                           |                                          | Unión Cívica Radical Unificada           | 2.997                | 16,80                |
| J. Carlino                               |                                          | Partido Demócrata Progresista            | 2.705                | 15,17                |
| E. Qüesta                                |                                          | Partido Demócrata Progresista            | 2.705                | 15,17                |
| F. Seheser                               |                                          | Partido Demócrata Progresista            | 2.705                | 15,17                |
| A. Ferreyra                              |                                          | Unión Cívica Radical                     | 207                  | 1,16                 |
| P. Alzugaray                             |                                          | Unión Cívica Radical                     | 190                  | 1,07                 |
| A. Ramonini                              |                                          | Unión Cívica Radical                     | 188                  | 1,05                 |
| M. Vindérola                             |                                          | Unión Cívica Radical Elizaldista         | 67                   | 0,38                 |
| J. E. Larrechea                          |                                          | Unión Cívica Radical Elizaldista         | 24                   | 0,13                 |
| S. Maghin                                |                                          | Unión Cívica Radical Elizaldista         | 18                   | 0,10                 |
| Votos varios (candidatos independientes) | Votos varios (candidatos independientes) | Votos varios (candidatos independientes) | 5                    | 0,03                 |
| Votos positivos                          | Votos positivos                          | Votos positivos                          | 17.837               | 99,07                |
| Votos en blanco                          | Votos en blanco                          | Votos en blanco                          | 168                  | 0,94                 |
| Total de votos                           | Total de votos                           | Total de votos                           | 18.005               | 100                  |
| San Justo 2 electores                    |                                          |                                          |                      |                      |
| Candidato                                | Partido                                  | Partido                                  | Votos                | %                    |
| Dionisio Arévalo                         |                                          | Unión Cívica Radical Unificada           | 1.285                | 30,23                |
| Jorge Neme                               |                                          | Unión Cívica Radical Unificada           | 1.283                | 30,18                |
| F. Comerón                               |                                          | Unión Cívica Radical                     | 880                  | 20,70                |
| N. Figueredo                             |                                          | Unión Cívica Radical                     | 801                  | 18,84                |
| Votos varios (candidatos independientes) | Votos varios (candidatos independientes) | Votos varios (candidatos independientes) | 2                    | 0,05                 |
| Votos positivos                          | Votos positivos                          | Votos positivos                          | 4.251                | 98,38                |
| Votos en blanco                          | Votos en blanco                          | Votos en blanco                          | 70                   | 1,65                 |
| Total de votos                           | Total de votos                           | Total de votos                           | 4.321                | 100                  |
| San Lorenzo 3 electores                  |                                          |                                          |                      |                      |
| Candidato                                | Partido                                  | Partido                                  | Votos                | %                    |
| Carlos Poncel                            |                                          | Unión Cívica Radical Unificada           | 2.240                | 15,94                |
| Carlos Sthelli                           |                                          | Unión Cívica Radical Unificada           | 2.239                | 15,93                |
| Luis Luraschi                            |                                          | Unión Cívica Radical Unificada           | 2.235                | 15,90                |
| Juan S. Dasso                            |                                          | Partido Demócrata Progresista            | 2.130                | 15,16                |
| Antonio Perazzo                          |                                          | Partido Demócrata Progresista            | 2.130                | 15,16                |
| Pablo Urtubey                            |                                          | Partido Demócrata Progresista            | 2.124                | 15,11                |
| Eduardo Kehoé                            |                                          | Unión Cívica Radical                     | 315                  | 2,24                 |
| Luis Vivet (h.)                          |                                          | Unión Cívica Radical                     | 315                  | 2,24                 |
| Juan Mac Lanbin                          |                                          | Unión Cívica Radical                     | 315                  | 2,24                 |
| Votos varios (candidatos independientes) | Votos varios (candidatos independientes) | Votos varios (candidatos independientes) | 10                   | 0,07                 |
| Votos positivos                          | Votos positivos                          | Votos positivos                          | 14.053               | 99,24                |
| Votos en blanco                          | Votos en blanco                          | Votos en blanco                          | 107                  | 0,76                 |
| Total de votos                           | Total de votos                           | Total de votos                           | 14.160               | 100                  |
| San Martín 3 electores                   |                                          |                                          |                      |                      |
| Candidato                                | Partido                                  | Partido                                  | Votos                | %                    |
| José Llovet                              |                                          | Unión Cívica Radical Unificada           | 2.350                | 17,05                |
| Juan A. Chinestrad                       |                                          | Unión Cívica Radical Unificada           | 2.349                | 17,05                |
| Juan Balli                               |                                          | Unión Cívica Radical Unificada           | 2.348                | 17,04                |
| Luis B. Guevara                          |                                          | Partido Demócrata Progresista            | 2.086                | 15,14                |
| Juan Hachmuller                          |                                          | Partido Demócrata Progresista            | 2.085                | 15,13                |
| Mauricio Qüesta                          |                                          | Partido Demócrata Progresista            | 2.084                | 15,12                |
| J. Bianchi                               |                                          | Unión Cívica Radical                     | 167                  | 1,21                 |
| S. Berlasco                              |                                          | Unión Cívica Radical                     | 167                  | 1,21                 |
| Chávez Goyenechea                        |                                          | Unión Cívica Radical                     | 144                  | 1,04                 |
| Votos positivos                          | Votos positivos                          | Votos positivos                          | 13.780               | 99,44                |
| Votos en blanco                          | Votos en blanco                          | Votos en blanco                          | 77                   | 0,56                 |
| Total de votos                           | Total de votos                           | Total de votos                           | 13.857               | 100                  |
| Vera 2 electores                         |                                          |                                          |                      |                      |
| Candidato                                | Partido                                  | Partido                                  | Votos                | %                    |
| Juan Gervasoni                           |                                          | Unión Cívica Radical Unificada           | 1.800                | 32,85                |
| Carlos Morcillo                          |                                          | Unión Cívica Radical Unificada           | 1.760                | 32,12                |
| Miguel Khins                             |                                          | Unión Cívica Radical                     | 944                  | 17,23                |
| Ramón Dávila                             |                                          | Unión Cívica Radical                     | 935                  | 17,07                |
| Juan Collins                             |                                          | Candidato independiente                  | 40                   | 0,73                 |
| Votos positivos                          | Votos positivos                          | Votos positivos                          | 5.479                | 100                  |
| Votos en blanco                          | Votos en blanco                          | Votos en blanco                          | 0                    | 0,00                 |
| Total de votos                           | Total de votos                           | Total de votos                           | 5.479                | 100                  |

### Cámara de Diputados
| Partido        | Partido                          | Votos   | %     | Bancas |
| -------------- | -------------------------------- | ------- | ----- | ------ |
|                | Unión Cívica Radical Unificada   | 91.107  | 39,58 | 14/22  |
|                | Partido Demócrata Progresista    | 84.866  | 36,87 | 7/22   |
|                | Unión Cívica Radical             | 48.702  | 21,16 | 1/22   |
|                | Partido Socialista               | 2.953   | 1,28  |        |
|                | Partido Comunista                | 1.553   | 0,67  |        |
|                | Laboristas Ferroviarios          | 963     | 0,42  |        |
|                | Unión Cívica Radical Elizaldista | 32      | 0,01  |        |
| Total de votos | Total de votos                   | 230.176 | 100   |        |

#### Resultados por departamentos
| Caseros 2 diputados         | Caseros 2 diputados | Caseros 2 diputados              | Caseros 2 diputados | Caseros 2 diputados |
| Candidato                   | Partido             | Partido                          | Votos               | %                   |
| --------------------------- | ------------------- | -------------------------------- | ------------------- | ------------------- |
| Luis Torres                 |                     | Partido Demócrata Progresista    | 2.548               | 25,55               |
| J. G. Bertollo              |                     | Partido Demócrata Progresista    | 2.540               | 25,47               |
| Juan Bauibier               |                     | Unión Cívica Radical Unificada   | 1.988               | 19,93               |
| Juri Culasso                |                     | Unión Cívica Radical Unificada   | 1.975               | 19,80               |
| Franelseo Peduto            |                     | Unión Cívica Radical             | 420                 | 4,21                |
| Juan Benavera               |                     | Unión Cívica Radical             | 413                 | 4,14                |
| Florindo Moreti             |                     | Partido Comunista                | 47                  | 0,47                |
| José Penelón                |                     | Partido Comunista                | 42                  | 0,42                |
| Total de votos              | Total de votos      | Total de votos                   | 9.973               | 100                 |
| Castellanos 2 diputados     |                     |                                  |                     |                     |
| Candidato                   | Partido             | Partido                          | Votos               | %                   |
| M. Ma...i                   |                     | Unión Cívica Radical Unificada   | 3.102               | 21,89               |
| Ite... B...chi              |                     | Unión Cívica Radical Unificada   | 3.101               | 21,89               |
| Luis Oliva                  |                     | Partido Demócrata Progresista    | 2.580               | 18,21               |
| Pedro Giraudo               |                     | Partido Demócrata Progresista    | 2.563               | 18,09               |
| Rodolfo Priggiori           |                     | Unión Cívica Radical             | 1.383               | 9,76                |
| Amadeo Acuña                |                     | Unión Cívica Radical             | 1.380               | 9,74                |
| S. Campo                    |                     | Partido Socialista               | 59                  | 0,42                |
| Total de votos              | Total de votos      | Total de votos                   | 14.168              | 100                 |
| Constitución 2 diputados    |                     |                                  |                     |                     |
| Candidato                   | Partido             | Partido                          | Votos               | %                   |
| Félix Roca                  |                     | Unión Cívica Radical Unificada   | 3.195               | 41,34               |
| Ramón Beltramo              |                     | Unión Cívica Radical Unificada   | 3.101               | 40,13               |
| Demetrio Bazano             |                     | Partido Demócrata Progresista    | 716                 | 9,27                |
| Manuel Arias                |                     | Partido Demócrata Progresista    | 716                 | 9,27                |
| Total de votos              | Total de votos      | Total de votos                   | 7.728               | 100                 |
| Garay 1 diputado            |                     |                                  |                     |                     |
| Candidato                   | Partido             | Partido                          | Votos               | %                   |
| Adolfo Costa                |                     | Unión Cívica Radical Unificada   | 972                 | 65,37               |
| Roberto Silva               |                     | Unión Cívica Radical             | 377                 | 25,35               |
| M. Mosset Iturraspe         |                     | Partido Demócrata Progresista    | 138                 | 9,28                |
| Total de votos              | Total de votos      | Total de votos                   | 1.487               | 100                 |
| General López 1 diputado    |                     |                                  |                     |                     |
| Candidato                   | Partido             | Partido                          | Votos               | %                   |
| Isidoro S. Sosa             |                     | Unión Cívica Radical Unificada   | 4.177               | 67,32               |
| Andrés Ferrari              |                     | Partido Demócrata Progresista    | 1.908               | 30,75               |
| Teófilo Olguia              |                     | Partido Socialista               | 120                 | 1,93                |
| Total de votos              | Total de votos      | Total de votos                   | 6.205               | 100                 |
| General Obligado 1 diputado |                     |                                  |                     |                     |
| Candidato                   | Partido             | Partido                          | Votos               | %                   |
| Francisco Gil               |                     | Unión Cívica Radical Unificada   | 2.794               | 54,58               |
| F. Núñez Avedaño            |                     | Unión Cívica Radical             | 2.325               | 45,42               |
| Total de votos              | Total de votos      | Total de votos                   | 5.119               | 100                 |
| Iriondo 1 diputado          |                     |                                  |                     |                     |
| Candidato                   | Partido             | Partido                          | Votos               | %                   |
| Gonzalo Bereziartu          |                     | Unión Cívica Radical Unificada   | 2.199               | 48,27               |
| Joaquín Lagos               |                     | Partido Demócrata Progresista    | 2.130               | 46,75               |
| Luis Bianchi                |                     | Unión Cívica Radical             | 202                 | 4,43                |
| Roberto J. Ghioldi          |                     | Partido Comunista                | 25                  | 0,55                |
| Total de votos              | Total de votos      | Total de votos                   | 4.556               | 100                 |
| La Capital 1 diputado       |                     |                                  |                     |                     |
| Candidato                   | Partido             | Partido                          | Votos               | %                   |
| R. E. Bonazzola             |                     | Unión Cívica Radical             | 7.020               | 51,83               |
| F. Luis Anello              |                     | Unión Cívica Radical Unificada   | 6.525               | 48,17               |
| Alberto Cardona             |                     | Partido Socialista               | 0                   | 0,00                |
| Total de votos              | Total de votos      | Total de votos                   | 13.545              | 100                 |
| Nueve de Julio 1 diputado   |                     |                                  |                     |                     |
| Candidato                   | Partido             | Partido                          | Votos               | %                   |
| O. Pini                     |                     | Unión Cívica Radical Unificada   | 583                 | 99,66               |
| P. Amarante                 |                     | Unión Cívica Radical             | 2                   | 0,34                |
| Total de votos              | Total de votos      | Total de votos                   | 585                 | 100                 |
| Rosario 5 diputados         |                     |                                  |                     |                     |
| Candidato                   | Partido             | Partido                          | Votos               | %                   |
| José Lo Valvo               |                     | Partido Demócrata Progresista    | 12.977              | 8,77                |
| Carlos Colombres            |                     | Partido Demócrata Progresista    | 12.837              | 8,67                |
| Ricardo Argonz              |                     | Partido Demócrata Progresista    | 12.829              | 8,67                |
| Agustín Repetto             |                     | Partido Demócrata Progresista    | 12.827              | 8,66                |
| T. Garagham                 |                     | Partido Demócrata Progresista    | 12.827              | 8,66                |
| A. R. Sclari                |                     | Unión Cívica Radical Unificada   | 9.490               | 6,41                |
| Carlos Neuamyer             |                     | Unión Cívica Radical Unificada   | 9.460               | 6,39                |
| Basilio Sasián              |                     | Unión Cívica Radical Unificada   | 9.445               | 6,38                |
| Juan di Lorenzo             |                     | Unión Cívica Radical Unificada   | 9.430               | 6,37                |
| Plácido Lasso               |                     | Unión Cívica Radical Unificada   | 9.303               | 6,28                |
| Juan Ortiz                  |                     | Unión Cívica Radical             | 6.341               | 4,28                |
| L. Delpino (h.)             |                     | Unión Cívica Radical             | 6.329               | 4,28                |
| Juan Torres                 |                     | Unión Cívica Radical             | 6.315               | 4,27                |
| E. P. Gschwing              |                     | Unión Cívica Radical             | 6.296               | 4,25                |
| A. Sylvester                |                     | Unión Cívica Radical             | 6.290               | 4,25                |
| R. Galaretto                |                     | Partido Socialista               | 695                 | 0,47                |
| S. Giorgi                   |                     | Partido Socialista               | 652                 | 0,44                |
| J. A. Luppo                 |                     | Partido Socialista               | 649                 | 0,44                |
| C. Campos                   |                     | Partido Socialista               | 647                 | 0,44                |
| E. González                 |                     | Partido Comunista                | 289                 | 0,20                |
| F. Muñoz                    |                     | Partido Comunista                | 287                 | 0,19                |
| J. A. Penelón               |                     | Partido Comunista                | 288                 | 0,19                |
| M. Contreras                |                     | Partido Comunista                | 288                 | 0,19                |
| M. Molinas                  |                     | Partido Comunista                | 287                 | 0,19                |
| A. Deluchi                  |                     | Laboristas Ferroviarios          | 195                 | 0,13                |
| A. Singer                   |                     | Laboristas Ferroviarios          | 193                 | 0,13                |
| F. Domínguez                |                     | Laboristas Ferroviarios          | 192                 | 0,13                |
| M. Carnazzi                 |                     | Laboristas Ferroviarios          | 192                 | 0,13                |
| R. G. Varela                |                     | Laboristas Ferroviarios          | 191                 | 0,13                |
| S. Francesio                |                     | Partido Socialista               | 0                   | 0,00                |
| Total de votos              | Total de votos      | Total de votos                   | 148.041             | 100                 |
| San Cristóbal 1 diputado    |                     |                                  |                     |                     |
| Candidato                   | Partido             | Partido                          | Votos               | %                   |
| Ignacio Bringas             |                     | Unión Cívica Radical Unificada   | 2.187               | 59,30               |
| Juan R. Cereijo             |                     | Unión Cívica Radical             | 1.435               | 38,91               |
| Gaspar Blanco               |                     | Partido Socialista               | 66                  | 1,79                |
| Total de votos              | Total de votos      | Total de votos                   | 3.688               | 100                 |
| San Javier 1 diputado       |                     |                                  |                     |                     |
| Candidato                   | Partido             | Partido                          | Votos               | %                   |
| Adelaido Zarza              |                     | Unión Cívica Radical Unificada   | 1.002               | 52,76               |
| Marcial R. Bugnón           |                     | Unión Cívica Radical             | 897                 | 47,24               |
| Total de votos              | Total de votos      | Total de votos                   | 1.899               | 100                 |
| San Jerónimo 1 diputado     |                     |                                  |                     |                     |
| Candidato                   | Partido             | Partido                          | Votos               | %                   |
| J. L. Berra                 |                     | Unión Cívica Radical Unificada   | 2.956               | 50,00               |
| J. M. Maciel                |                     | Partido Demócrata Progresista    | 2.646               | 44,76               |
| A. Alemán                   |                     | Unión Cívica Radical             | 213                 | 3,60                |
| Carlos Breyer               |                     | Partido Socialista               | 65                  | 1,10                |
| J. E. Larrechea             |                     | Unión Cívica Radical Elizaldista | 32                  | 0,54                |
| José Penelón                |                     | Partido Comunista                | 0                   | 0,00                |
| Total de votos              | Total de votos      | Total de votos                   | 5.912               | 100                 |
| San Martín 1 diputado       |                     |                                  |                     |                     |
| Candidato                   | Partido             | Partido                          | Votos               | %                   |
| J. Gallo                    |                     | Unión Cívica Radical Unificada   | 2.350               | 51,15               |
| Juan R. Buzzo               |                     | Partido Demócrata Progresista    | 2.084               | 45,36               |
| J. Picinali                 |                     | Unión Cívica Radical             | 160                 | 3,48                |
| Total de votos              | Total de votos      | Total de votos                   | 4.594               | 100                 |
| Vera 1 diputado             |                     |                                  |                     |                     |
| Candidato                   | Partido             | Partido                          | Votos               | %                   |
| Cornelio Collins            |                     | Unión Cívica Radical Unificada   | 1.772               | 66,22               |
| Carlos Zandi                |                     | Unión Cívica Radical             | 904                 | 33,78               |
| Total de votos              | Total de votos      | Total de votos                   | 2.676               | 100                 |

### Cámara de Senadores
| Partido        | Partido                        | Votos  | %     | Bancas |
| -------------- | ------------------------------ | ------ | ----- | ------ |
|                | Unión Cívica Radical Unificada | 22.174 | 53,61 | 7/8    |
|                | Unión Cívica Radical           | 13.004 | 31,44 | 1/8    |
|                | Partido Demócrata Progresista  | 6.010  | 14,53 |        |
|                | Partido Socialista             | 172    | 0,42  |        |
| Total de votos | Total de votos                 | 41.360 | 100   |        |

#### Resultados por departamentos
| Belgrano 1 senador         | Belgrano 1 senador | Belgrano 1 senador             | Belgrano 1 senador | Belgrano 1 senador |
| Candidato                  | Partido            | Partido                        | Votos              | %                  |
| -------------------------- | ------------------ | ------------------------------ | ------------------ | ------------------ |
| Carlos Quiesta             |                    | Unión Cívica Radical Unificada | 1.386              | 47,53              |
| Luis María de la Vega      |                    | Partido Demócrata Progresista  | 1.303              | 44,68              |
| Pío Goyenechea             |                    | Unión Cívica Radical           | 227                | 7,78               |
| Total de votos             | Total de votos     | Total de votos                 | 2.916              | 100                |
| Castellanos 1 senador      |                    |                                |                    |                    |
| Candidato                  | Partido            | Partido                        | Votos              | %                  |
| P. de Marebi               |                    | Unión Cívica Radical Unificada | 3.172              | 44,25              |
| Francisco Peretti          |                    | Partido Demócrata Progresista  | 2.582              | 36,02              |
| Honorio Basaldúa           |                    | Unión Cívica Radical           | 1.362              | 19,00              |
| A. Bazzori                 |                    | Partido Socialista             | 52                 | 0,73               |
| Total de votos             | Total de votos     | Total de votos                 | 7.168              | 100                |
| Garay 1 senador            |                    |                                |                    |                    |
| Candidato                  | Partido            | Partido                        | Votos              | %                  |
| W. Antillo                 |                    | Unión Cívica Radical Unificada | 977                | 65,97              |
| Luis Gudiño                |                    | Unión Cívica Radical           | 377                | 25,46              |
| Audelino Bergallo          |                    | Partido Demócrata Progresista  | 127                | 8,58               |
| Total de votos             | Total de votos     | Total de votos                 | 1.481              | 100                |
| General López 1 senador    |                    |                                |                    |                    |
| Candidato                  | Partido            | Partido                        | Votos              | %                  |
| Augusto Cabanino           |                    | Unión Cívica Radical Unificada | 4.395              | 67,48              |
| Manuel Urquiza             |                    | Partido Demócrata Progresista  | 1.998              | 30,68              |
| Javier Rodríguez           |                    | Partido Socialista             | 120                | 1,84               |
| Total de votos             | Total de votos     | Total de votos                 | 6.513              | 100                |
| General Obligado 1 senador |                    |                                |                    |                    |
| Candidato                  | Partido            | Partido                        | Votos              | %                  |
| Gaspar Kauffman            |                    | Unión Cívica Radical Unificada | 2.657              | 52,60              |
| Emilio Kohli               |                    | Unión Cívica Radical           | 2.394              | 47,40              |
| Total de votos             | Total de votos     | Total de votos                 | 5.051              | 100                |
| La Capital 1 senador       |                    |                                |                    |                    |
| Candidato                  | Partido            | Partido                        | Votos              | %                  |
| J. B. Menchaca             |                    | Unión Cívica Radical           | 6.843              | 50,18              |
| Simón Carlen               |                    | Unión Cívica Radical Unificada | 6.794              | 49,82              |
| L. David Bonaparte         |                    | Partido Socialista             | 0                  | 0,00               |
| Total de votos             | Total de votos     | Total de votos                 | 13.637             | 100                |
| San Javier 1 senador       |                    |                                |                    |                    |
| Candidato                  | Partido            | Partido                        | Votos              | %                  |
| Genaro Doldán              |                    | Unión Cívica Radical Unificada | 1.011              | 52,99              |
| Gregorio Parera            |                    | Unión Cívica Radical           | 897                | 47,01              |
| Total de votos             | Total de votos     | Total de votos                 | 1.908              | 100                |
| Vera 1 senador             |                    |                                |                    |                    |
| Candidato                  | Partido            | Partido                        | Votos              | %                  |
| Amadeo Ramírez             |                    | Unión Cívica Radical Unificada | 1.782              | 66,34              |
| Eduardo Gobea              |                    | Unión Cívica Radical           | 904                | 33,66              |
| Total de votos             | Total de votos     | Total de votos                 | 2.686              | 100                |